# Frederick E. Woodbridge

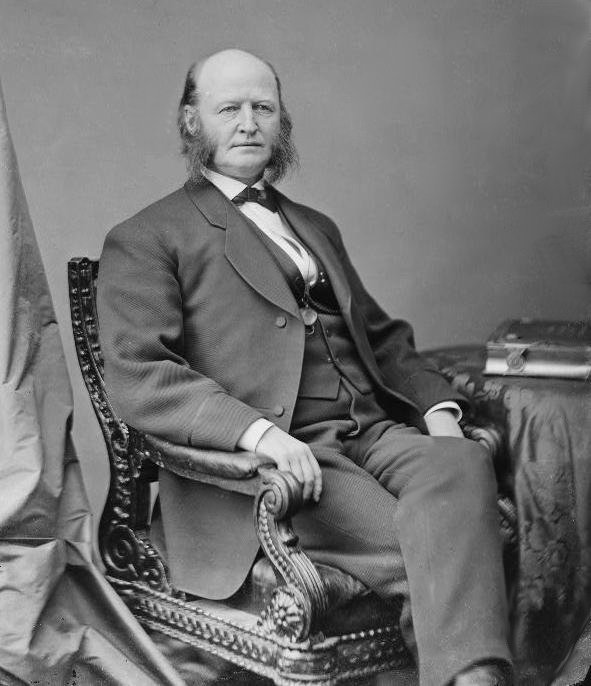
Frederick E. Woodbridge

Frederick Enoch Woodbridge (* 29. August 1818 in Vergennes, Vermont; † 25. April 1888 ebenda) war ein US-amerikanischer Politiker.
Woodbridge studierte Jura an der University of Vermont in Burlington und erhielt dort 1840 seinen Abschluss. 1843 wurde er in die Anwaltschaft aufgenommen und praktizierte in Vergennes. 1849, 1857 sowie im Jahr 1859 war er Abgeordneter im Repräsentantenhaus von Vermont. Das Amt des Bürgermeisters von Vergennes übte Woodbridge für fünf Jahre aus. 1850 bis 1853 bekleidete er den Posten des Vermont Auditor of Accounts. Danach wurde er von 1854 bis 1858 Staatsanwalt und war 1860 bis 1861 Senator im Senat von Vermont.
Woodbridge wurde als Republikaner in den Kongress gewählt und vertrat dort nach mehrfacher Wiederwahl vom 4. März 1863 bis zum 3. März 1869 den Bundesstaat Vermont im US-Repräsentantenhaus. Nach seinem Ausscheiden aus der Politik begann er wieder in seinem früheren Beruf zu praktizieren. Woodbridge starb 1888 in Vergennes und wurde auf dem Prospect Cemetery beigesetzt.